# خورشیدگرفتگی ۱۷ آوریل ۱۹۱۲
خورشیدگرفتگی ۱۷ آوریل ۱۹۱۲ (به انگلیسی: Solar eclipse of April 17, 1912) یک خورشیدگرفتگی از نوع خورشیدگرفتگی دوگانه است. این خورشیدگرفتگی در تاریخ ۱۷ آوریل ۱۹۱۲ میلادی (‎۲۸ فروردین ۱۲۹۱ خورشیدی) روی داد که زمان اوج آن، ساعت ۱۱:۳۴:۲۲ به‌وقت ساعت هماهنگ جهانی بوده‌است. مدت زمان و طول این خورشیدگرفتگی ۰ دقیقه و ۲ ثانیه بود.